# Adagio et allegro en fa mineur pour orgue mécanique, K. 594
Musique funèbre pour le maréchal Laudon
L'Adagio et allegro en fa mineur pour orgue mécanique, K. 594, dite aussi Musique funèbre pour le maréchal Laudon est une courte pièce pour un orgue mécanique composée par Wolfgang Amadeus Mozart à la fin de 1790 probablement à Vienne. C'est la première d'une série d'œuvres écrites pour des instruments peu usuels.

## Historique
La pièce est une commande d'un curieux aristocrate autrichien, le comte Joseph Deym von Stržitež. Le comte avait dû fuir la ville dans sa jeunesse à la suite d'un duel, mais plus tard y était revenu sous le nom de Herr Müller et a fondé le « Kunstkabinett Müller » (une sorte de galerie d'art) dans la Rotenturmstrasse de Vienne, où on exposait, entre autres choses, les masques en cire de l'empereur Joseph II d'Autriche et (après sa mort) celui de Mozart lui-même. Deym possédait également divers orgues mécaniques, animés par des mécanismes d'horlogerie, dont un a été construit pour jouer une musique funèbre au monument au maréchal Ernst Gideon Freiherr von Laudon.
Laudon est décédé le 14 juillet 1790, et le comte Deym a commandé à Mozart la composition de la musique funèbre, travail qui ne lui était pas agréable (« c'est un travail dont j'ai horreur » et « les tuyaux sont tous aigus et... trop puérils pour moi » ). Dans une description de la galerie, publiée en 1797, on peut lire:
« À chaque heure, on entend une musique funèbre appropriée (pour le maréchal) que l'inoubliable compositeur Mozart a écrite spécialement dans ce but, et qui dure huit minutes; avantage en précision et clarté par rapport à tout ce qui à ce jour, a été essayé ou conçu pour cette sorte de produit artistique. »

## Structure

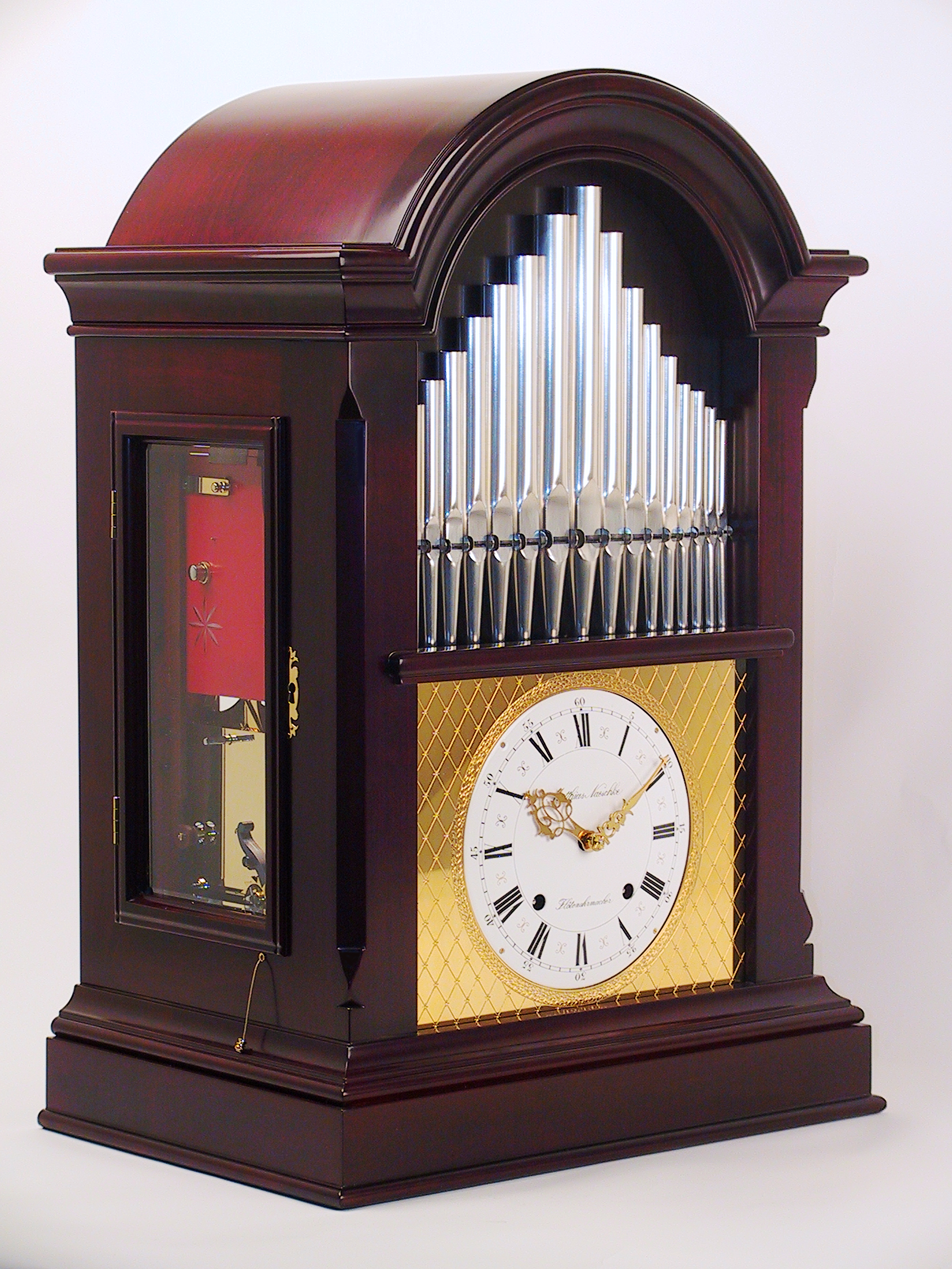
Horloge musicale de table, M. Naeschke

La pièce se compose de trois mouvements enchaînés :
1. Adagio, à 
, en fa mineur, 39 mesures
2. Allegro, à , en fa majeur, mesures 40 à 117, 2 sections répétées 2 fois : mesures 40 à 66, mesures 67 à 113
3. Adagio, à 
, en fa mineur, mesures 118 à 154

Durée de la pièce : environ 12 minutes